# 段一河
段一河（だん いっか、단일하）は、中国明の進士。
中国の江陰県出身である。明時代の1509年に科挙に合格、内院直閣を務めた。息子の段載聖は、1522年に科挙に合格して冀州の按廉使を務めた。段一河の玄孫の段希詳が明の参政を拝命し、1597年の丁酉再乱の際に、明の援軍を率いる総兵将として朝鮮に派兵された。
朝鮮氏族の江陰段氏の始祖である。